# Star Trek: Enterprise
Star Trek: Enterprise (de vegades abreujada ST: ENT o ENT), Originalment titulada simplement Enterprise durant les seves dues primeres temporades, és una sèrie de televisió de ciència-ficció creada per Rick Berman i Brannon Braga dins l'univers de Star Trek de Gene Roddenberry. Es va emetre originalment del 26 de setembre de 2001 al 13 de maig de 2005 a UPN. La sisena sèrie de la franquícia Star Trek, és una preqüela de Star Trek (sèrie original). Ambientada al segle XXII, cent anys abans dels esdeveniments de La sèrie original, segueix les aventures de l' Enterprise, la primera nau espacial de la Terra capaç de viatjar a factor de curvatura cinc, mentre explora la galàxia i es troba amb diverses espècies alienígenes.
Després de la culminació de Star Trek: Deep Space Nine i amb Star Trek: Voyager a punt de finalitzar, Paramount va demanar a Braga i Berman que creessin una nova sèrie per continuar la franquícia. En lloc de situar-lo al segle XXIV al costat de Deep Space Nine i Voyager, van decidir situar-lo en un període anterior, l'any 2151, deu anys abans de la formació de la Federació Unida de Planetes, permetent-los explorar noves parts de l'univers fictici de Star Trek. Volia una sèrie més bàsica, relacionable i basada en personatges, i per això Berman i Braga es van concentrar en un trio bàsic: el capità Jonathan Archer (interpretat per Scott Bakula), el comandant Trip Tucker (Connor Trinneer) i la subcomandant T'Pol (Jolene Blalock).
El programa va trencar amb la convenció de Star Trek de diverses maneres. A més d'eliminar el prefix Star Trek, Enterprise va utilitzar la cançó d'influència pop "Faith of the Heart" (interpretada per Russell Watson) com a tema. Es va rodar al solar Paramount de Los Angeles, Califòrnia, als mateixos escenaris que van albergar la sèrie i pel·lícules Star Trek des de l'abandonada Star Trek: Phase II a finals dels anys setanta.
Les dues primeres temporades es van caracteritzar per episodis autònoms que exploraven temes com les primeres relacions de la humanitat amb els vulcanians, i les primeres trobades amb els klíngons i andorians, alienígenes ja coneguts pels espectadors de la franquícia. Buscant atraure un públic més ampli, UPN va demanar canvis per a la tercera temporada d' Enterprise. Va ser rebatejada com a Star Trek: Enterprise i es va canviar per centrar-se en trames basades en l'acció i en una única història serialitzada: la missió de la tripulació per evitar que la Terra fos destruïda per una espècie alienígena recentment introduïda, els xindi. El 2005, UPN va cancel·lar la sèrie després de la seva quarta temporada, malgrat una campanya dirigida pels fans per continuar-la. Va ser la primera vegada en 18 anys que no es produiria cap nou capítol de sèries de televisió Star Trek, l'inici d'una pausa que va durar fins al llançament de Star Trek: Discovery el 2017, una altra preqüela de Star Trek: La sèrie original i seqüela cronològica d' Enterprise.

## Visió general de la sèrie

### General
Star Trek: Enterprise segueix les aventures de la tripulació de la primera nau espacial Enterprise, designació NX-01. Són els primers exploradors a l'espai profund de la Flota Estel·lar, que utilitzen la primera nau amb capacitat de curvatura 5. Els vulcanians han retingut tecnologia avançada a la humanitat des del seu primer contacte, preocupats perquè els humans no estiguessin preparats per a això. Això ha retardat l'exploració espacial humana i ha provocat ressentiment al pilot de proves de la Flota Estelar Jonathan Archer, el pare del qual va desenvolupar el motor de curvatura 5 però no va viure per veure'l utilitzat.
L' Enterprise estava equipat amb tecnologies menys avançades que les vistes a sèries anteriors (que es va produir més tard a la línia temporal Star Trek). No tenia raig tractor, però utilitzava cables de grappler; i va utilitzar míssils en lloc d'armes de partícules (vegeu Armes a Star Trek); a la temporada 1, es van afegir canons de fase, similars als de l' Enterprise de La sèrie original. Només tenia mitjans limitats per sintetitzar aliments i altres articles consumibles. L'oficial de comunicacions lingüista Hoshi Sato, ajuda amb la seva experiència lingüística a compensar la manca del traductor universal.
La sèrie també va mostrar a la tripulació fent els primers contactes amb una sèrie de races vistes anteriorment a la franquícia. Els klíngons, que apareixen al pilot "Broken Bow", tenen el maquillatge estriat vist a la franquícia de pel·lícules i a partir de Star Trek: La nova generació (excloent Star Trek: Discovery), en lloc de les versions amb el cap més suau vistes a  Star Trek (sèrie original). Berman i Braga van atribuir aquest canvi als avenços en el maquillatge i van considerar que aquestes contradiccions en la continuïtat eren inevitables. El canvi en l'aparença dels klíngons es va justificar finalment atribuint-lo a una plaga causada per l'experimentació genètica en l'arc de dues parts d' "Affliction" i "Divergence." L'electrònica a Enterprise també era més compacta que les de sèries (futures) anteriors, ja que els avenços en la tecnologia del món real van fer que els dispositius vists a La sèrie original i Voyager semblin anacrònicament sobredimensionats.
La primera temporada de la sèrie va posar èmfasi en un trio bàsic de personatges: Jonathan Archer, T'Pol i Trip Tucker. Altres personatges van tenir papers principals en episodis concrets, com ara "Dear Doctor" i "Fight or Flight." La segona temporada va veure una relació més profunda entre els personatges, per exemple, l'amistat entre Tucker i Reed, vista a episodis com "Two Days and Two Nights"; i la relació entre Tucker i T'Pol, que comença de manera polèmica però que condueix al romanç en temporades posteriors.

### Guerra Freda Temporal
L'addició d'un element futurista de la Guerra Freda Temporal va ser vista com un "picat d'ullet al misteri" per Rick Berman, que va intentar afegir un element de The X-Files a la sèrie. Berman va decidir que la història completa de la guerra es revelaria al llarg d'uns quants anys. A l'inici de la segona temporada, Braga va dir que la història de la Guerra Freda Temporal continuaria inclosa si els espectadors encara estaven interessats, però més tard la va descriure com "estrangulant". Inicialment apareguda a l'episodi pilot, "Broken Bow", presentava la Cabal, una organització composta per membres de la raça alienígena coneguda com els Suliban, manipulada per una figura humanoide desconeguda del futur, sobrenomenada "Future Guy" pels espectadors, un sobrenom més tard adoptat pels escriptors de la sèrie. Al començament de la sèrie, Braga va dir que no tenien un pla per a qui seria el personatge. Deu anys després del final de la sèrie, Braga va declarar que Future Guy era Archer manipulant la seva pròpia línia de temps; ell i Berman havien afirmat anteriorment que el personatge estava destinat a ser un romulà.
Crewman Daniels (Matt Winston), presentat a l'episodi "Cold Front," es va revelar com un agent des de fa 900 anys en el futur que lluitava contra les forces que incloïen els sulibans. Archer va descobrir que estava sent manipulat per aquestes forces, ja que Enterprise va ser culpat de la destrucció d'una colònia minera a "Shockwave."
A la tercera temporada, una escalada de la Guerra Freda Temporal va introduir el Xindi i va tractar les repercussions del seu atac a la Terra. Daniels va explicar la importància d'Archer en la història durant un viatge al futur a "Azati Prime" per presenciar la batalla final contra els Constructors de l'Esfera, uns aliens que també estaven manipulant els Xindi per atacar la Terra durant el període de temps d'Archer. En la fase final de la Guerra Freda Temporal, Daniels va enviar l' Enterprise als anys quaranta, després d'una incursió temporal d'extraterrestres que havien alterat el resultat de la Segona Guerra Mundial, permetent a l'Alemanya nazi envair els Estats Units. Un cop fou assassinat Vosk, el líder dels extraterrestres, la línia de temps es va corregir. Les accions de Vosk havien convertit la Guerra Freda en una guerra real que devastava a través del temps, però l' "Enterprise" va matar Vosk abans que pogués iniciar les guerres i tot el dany causat al llarg de la història es va desfer. Després, Daniels va creure que la Guerra Freda Temporal s'acabava finalment com a resultat.
A la temporada 3 de Star Trek: Discovery s'esmenta que després de les Guerres Temporals tots els viatges en el temps van ser prohibits i tots els dispositius de viatges existents van ser destruïts. El  Guardià del Futur afirma a "Terra Firma" que les diverses faccions el van utilitzar per alterar la seva pròpia història i per matar gent, així que es va traslladar a un altre planeta i es va amagar.

### Els xindi
Braga i Berman van crear l'arc de la història dels xindi de tota la temporada, que va començar amb el final de la segona temporada,"The Expanse", i es va desenvolupar durant la tercera temporada fins que es va resoldre a l'episodi "Zero Hour". S'obre amb un atac a la Terra per una sonda espacial misteriosa que mata set milions de persones en una franja destructiva que s'estén per Florida fins a Veneçuela. Com a resultat, l' Enterprise es redirigeix a les regions de l'espai inexplorades per trobar els xindi i aturar un nou atac que destruiria la Terra. Tot i que alguns elements es van planificar prèviament, inclòs l'èxit de la missió contra els xindi, d'altres, com ara els detalls de la raça enemiga real, no ho eren. En el moment del desenvolupament inicial, Berman i Braga no estaven segurs de si la història duraria tota una temporada o només mitja temporada.
Els mateixos xindi es van desenvolupar a partir de discussions al plató amb els escriptors i els actors que els van interpretar. D'aquesta manera es van crear sis espècies que conformen el xindi. Un s'anomenava originalment "Xindi humanoide", però després de noves discussions es va canviar el nom de "primat Xindi". La primera part de la tercera temporada va veure la tripulació buscant l'Extensió Dèlfica, intentant trobar pistes que els portés cap als xindi. Per completar aquesta missió, van agafar membres de la tripulació addicionals en forma de soldats d'operacions de comandament d'assalt militar (abreujat com a MACO), a causa de l'augment de la naturalesa militar de la tasca.

### Fundació de la Federació
El naixement de la Federació es va insinuar per primera vegada durant la segona part de "Shockwave", que va obrir la segona temporada. Quan Manny Coto es va convertir en productor creador per a la quarta temporada, va decidir que el focus de la sèrie hauria de ser enllaçar amb aquest esdeveniment. Tenint això en compte, la seva intenció era que aquesta temporada avances cap a aquest objectiu. Judith i Garfield Reeves-Stevens van ser contractats com a escriptors a Enterprise perquè van escriure la novel·la no canònica Federation després que fos suggerida pel productor Mike Sussman. Els episodis de la quarta temporada estaven destinats a establir el marc per a la creació posterior de la Federació. Això va ser una cosa que el repartiment va dir que els hauria agradat veure més, i Scott Bakula va dir més tard: "M'hauria encantat haver pogut explorar aquest viatge a la Federació i la seva creació ... en major mesura. I crec que hauria estat, um, més divertit per al públic ... simplement millor, una història més llarga."
A "United", les races fundadores de la Federació -els humans, els vulcanians, els andorians i els tellarites- van treballar junts per primera vegada per derrotar un complot romulà. A "Demons," s'introdueix el moviment xenòfob Terra Prime, que Coto va considerar que era l'element final de la naturalesa humana que s'havia de derrotar abans que es pogués formar la Federació. La fundació de la Federació es va mostrar a la pantalla a l'episodi final de la sèrie, "These Are the Voyages...," que es va establir diversos anys després de la resta de la temporada.

## Repartiment i personatges

### Principals
- Jonathan Archer, interpretat per Scott Bakula, és la primera nau espacial Curvatura 5 de la Terra, Enterprise. El seu pare, Henry, va dissenyar el seu motor, donant a Archer una connexió personal amb el seu vaixell. El productor executiu Rick Berman pensava que ell era un encreuament entre Chuck Yeager i Han Solo,[3] mentre que Brannon Braga va dir que era més "relaxat i relacionat".[2] El personatge inicialment tenia obertament prejudicis contra els vulcanians, però això se suavitza amb el pas del temps.[35]
- T'Pol, , interpretat per Jolene Blalock, és l'oficial científic de l' Enterprise, originalment vinculat a l' Enterprise per l' Alt Comandament de Vulcà per mantenir els humans fora de problemes. Es torna lleial a Archer, deixant la seva posició a l'Alt Comandament per acompanyar-lo a trobar els xindi,[36] i més tard s'uneix a la Flota Estel·lar.[37]  En temporades posteriors, manté una relació romàntica amb Tucker.

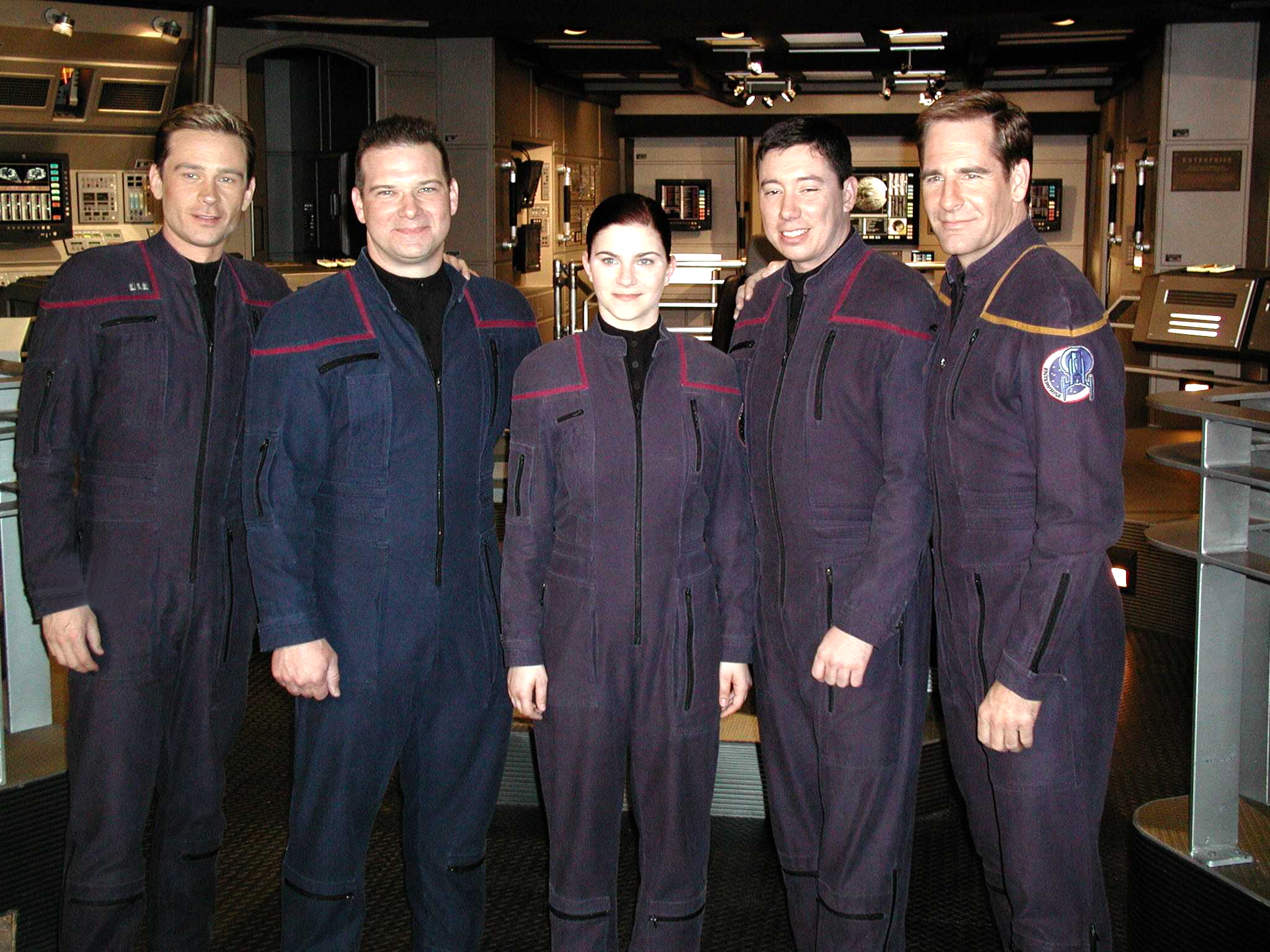
Connor Trinneer (extrema esquerra) i Scott Bakula (extrema dreta) disfressats al costat dels mariners de l'any del 2001 del portaavions de la Marina dels EUA USS Enterprise

- Charles "Trip" Tucker III, interpretat per Connor Trinneer, és l'enginyer en cap d'Enterprise i un amic de tota la vida del capità Archer. Comença la sèrie com una personalitat relativament modesta, però es torna més experimentat i obert a mesura que s'executa la sèrie. En temporades posteriors, manté una relació romàntica amb T'Pol.
- Malcolm Reed, interpretat per Dominic Keating, és l'oficial tàctic de l' Enterprise,[2] també encarregat de la seguretat de la nau. Reed prové d'una llarga línia d'homes de la Royal Navy, però es va unir a la Flota Estel·lar a causa de la seva por a ofegar-se.[38] Un home extremadament taciturn,[2] la seva pròpia família, quan se li va preguntar, no va poder anomenar el seu menjar preferit (la pinya).[39]
- Hoshi Sato, interpretada per Linda Park, és l'oficial de comunicacions de l' Enterprise i un geni lingüístic. Capaç d'aprendre idiomes alienígenes extremadament ràpid, Hoshi serveix d'intèrpret entre la tripulació de l' Enterprise i les noves espècies alienígenes,[3] fins i tot després que el traductor universal estigui en línia. Originalment patia ansietat pel seu lloc a bord, però l'exposició a perills freqüents la va ajudar a adonar-se del seu valor per la nau.[4] La seva confiança augmenta fins al punt que l'Archer la deixa al capdavant de l' Enterprise i s'enfronta al president de la Terra Unida a "These Are The Voyages..."
- Travis Mayweather, interpretat per Anthony Montgomery, és el pilot de l' Enterprise. Un "boomer espacial", Travis és únic a l' "Enterprise" que ha nascut a l'espai. Fill d'un capità de càrrega,[3] Travis coneix moltes de les espècies alienígenes així com els llocs que freqüenten els comerciants de la Terra. A mesura que l' Enterprise s'allunya cada cop més de la Terra, el seu valor en aquesta àrea disminueix, però la seva habilitat al capdavant s'aprecia constantment, fet que el converteix en el pilot preferit per a moltes missions.
- Phlox, interpretat per John Billingsley, és el metge de la nau (no l'oficial mèdic en cap, ja que no és a la Flota Estel·lar) de l' Enterprise. Membre denobulà de l'Intercanvi Mèdic Inter-Espècies,[40] és portat a bord de l' Enterprise per atendre el passatger klíngon durant la primera missió de la nau. Aleshores s'ofereix per quedar-se, delectant-se amb l'experiència de la humanitat donant els seus primers passos a l'escenari galàctic. Un extraterrestre molt alegre, el Dr. Phlox utilitza molts animals i cures naturalistes, en la seva pràctica, a més dels mètodes tecnològics habituals.[41]

El repartiment protagonista
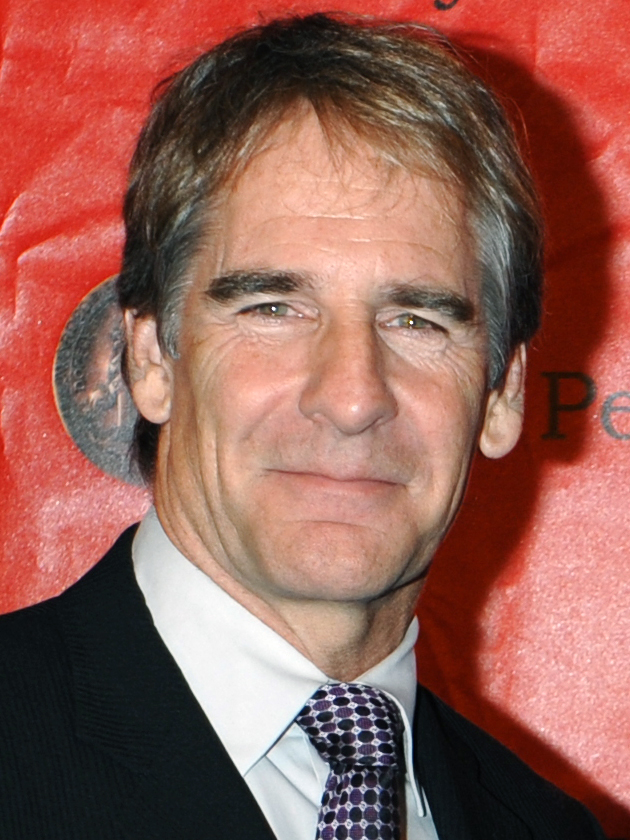
Scott Bakula, interpreta a Jonathan Archer
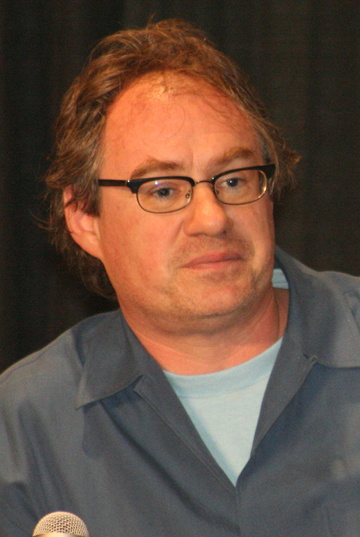
John Billingsley, interpreta a Phlox
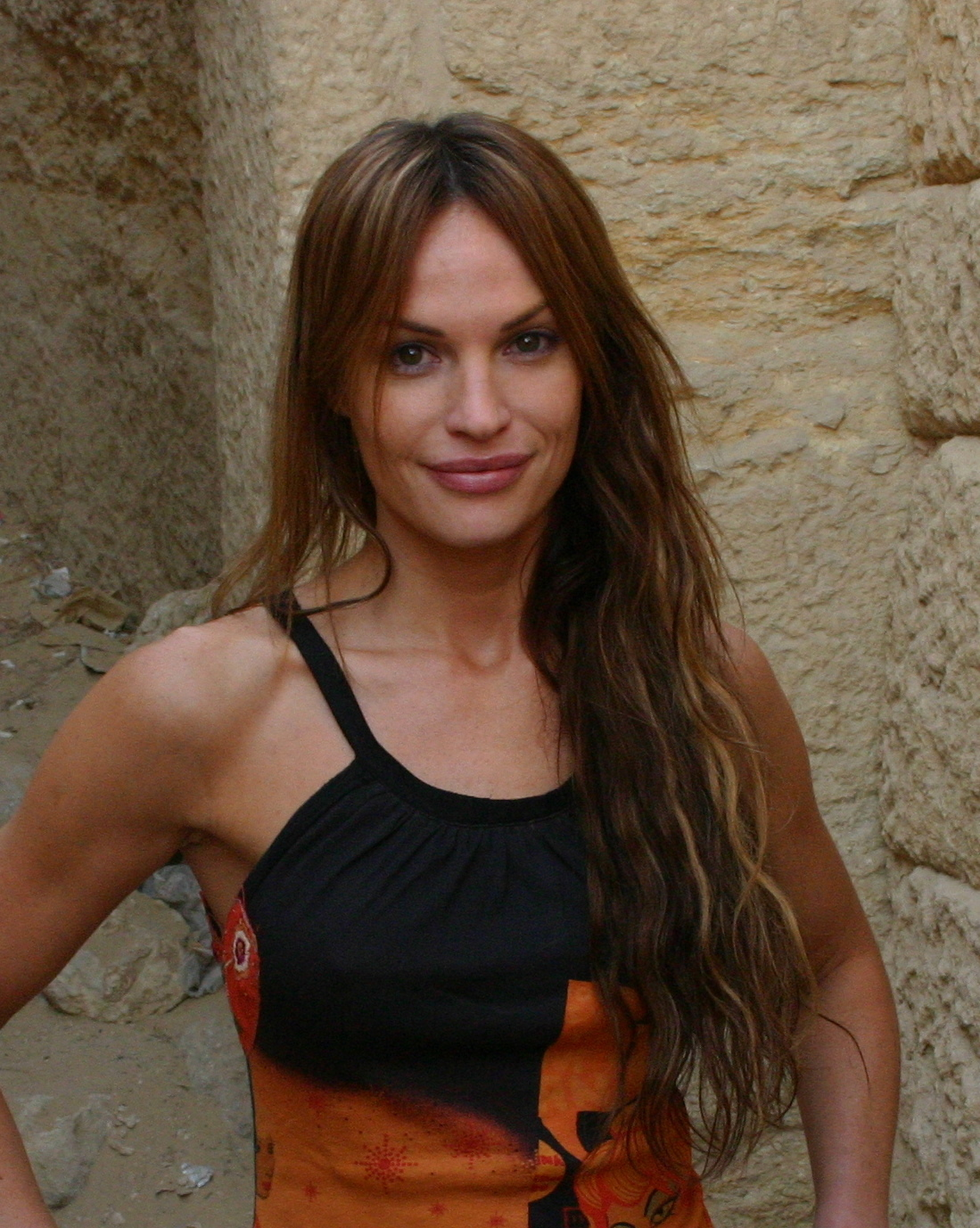
Jolene Blalock, interpreta a T’Pol
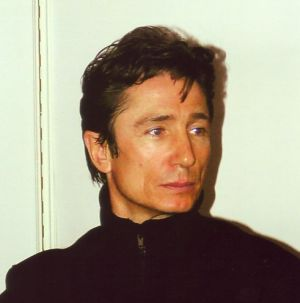
Dominic Keating, interpreta a Malcolm Reed
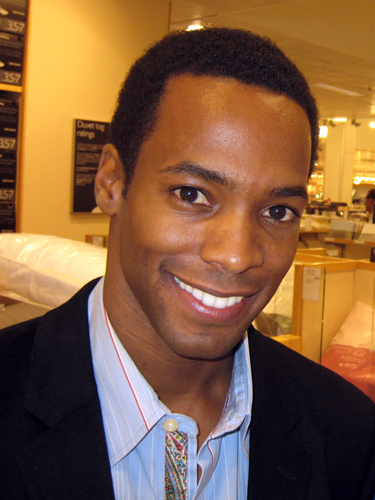
Anthony Montgomery, interpreta a Travis Mayweather
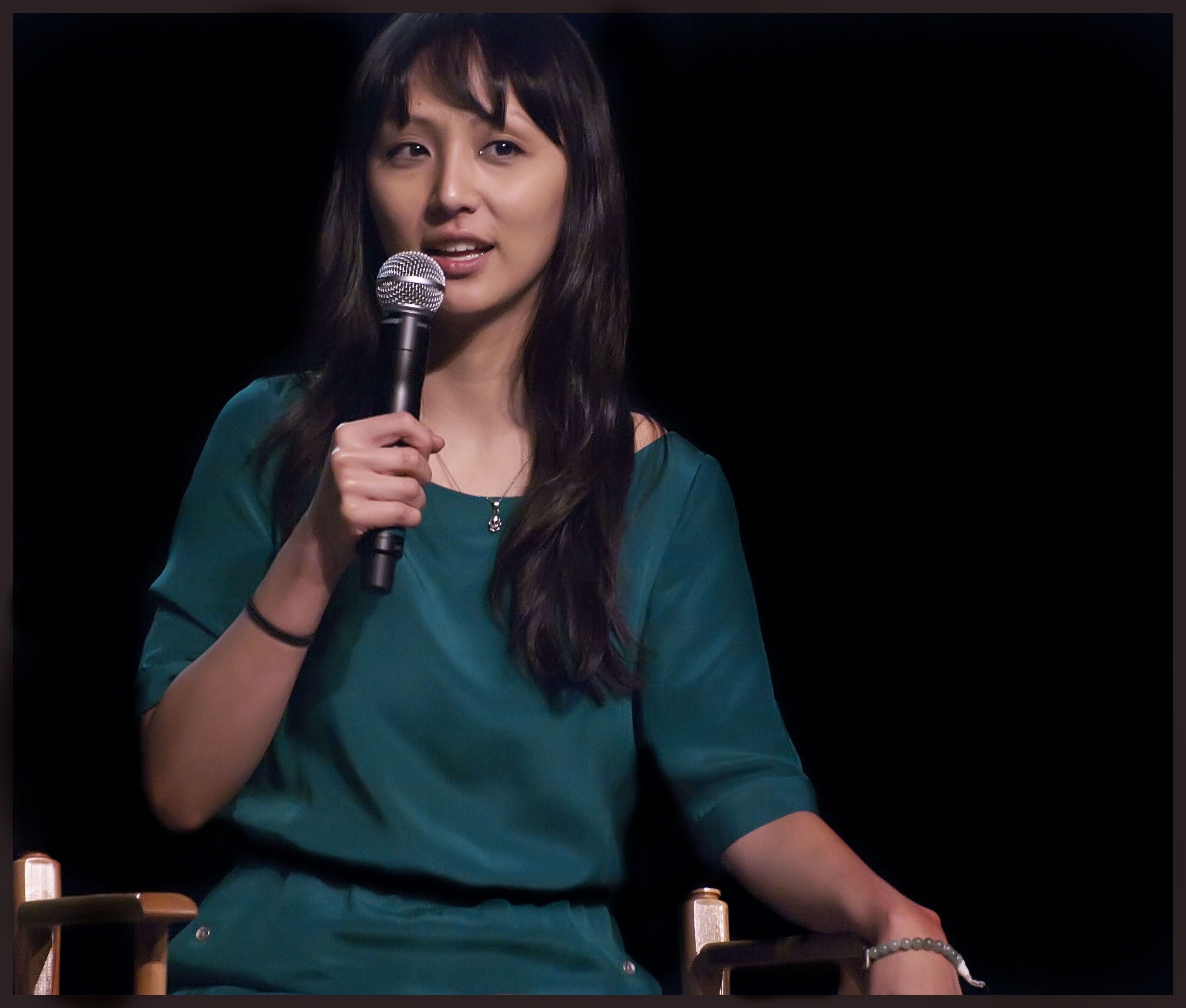
Linda Park, interpreta a Hoshi Sato
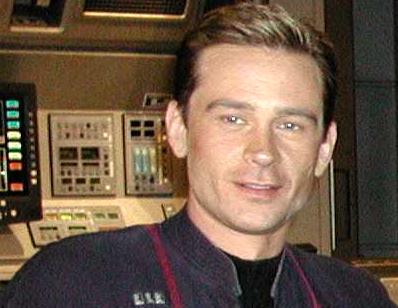
Connor Trinneer, interpreta a Charles „Trip“ Tucker III

### Secundaris
| Personatge      | Actor/actriu     | Raça                                                    | Paper                                                                  |
| --------------- | ---------------- | ------------------------------------------------------- | ---------------------------------------------------------------------- |
| Shran           | Jeffrey Combs    | Andorià                                                 | Comandant de la nau estel·lar Kumari de la Guàrdia Imperial Andoriana. |
| Soval           | Gary Graham      | Vulcanià                                                | Ambaixador vulcanià de la Terra.                                       |
| Daniels         | Matt Winston     | Bàsicament humà, amb alguns avantpassats d'altres races | Viatger del temps del segle XXXI.                                      |
| Degra           | Randy Oglesby    | Xindi humanoide                                         | Creador d'una màquina capaç de destruir planetes.                      |
| Maxwell Forrest | Vaughn Armstrong | Humà                                                    | Vice Almirall de la Flota Estel·lar.                                   |
| Silik           | John Fleck       | Súliban                                                 | Antagonista que lluita en la guerra freda temporal.                    |
| T'Pau           | Kara Zediker     | Vulcaniana                                              | Líder dels syrranite.                                                  |

## Producció

### Concepció

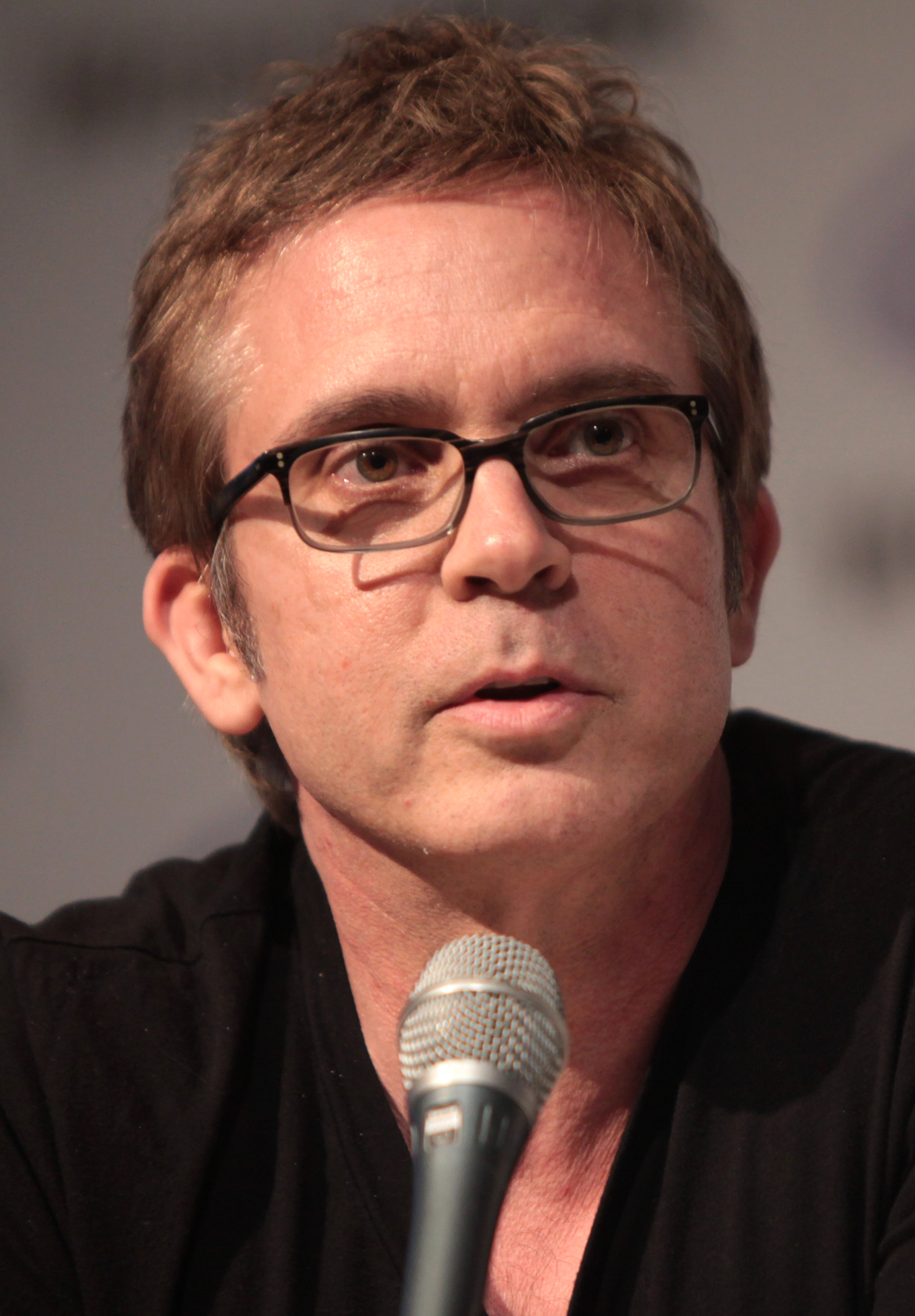
Brannon Braga va ser un dels cocreadors i productors executius d' Enterprise.

Abans del final de Star Trek: Voyager i després del final de Star Trek: Deep Space Nine el juny de 1999, Paramount es va apropar a Rick Berman i Brannon Braga per a la producció d'una cinquena sèrie de Star Trek, ja sigui per solapar-se amb la temporada final de Voyager o seguir-la immediatament. Berman havia creat anteriorment Star Trek: Deep Space Nine juntament amb Michael Piller, Voyager amb Piller i Jeri Taylor, i havia volgut treballar amb Braga en un concepte de sèrie. Tot i que els fans en línia suggerien que podria estar basat en l'Acadèmia de la Flota Estel·lar o en les aventures de Hikaru Sulu, els productors es van encarregar de que no es filtrés informació per revelar quin seria el concepte. Més tard van revelar que la idea de l'Acadèmia mai es va considerar degudament.
En comptes d'això, van optar per crear una preqüela de La sèrie original ambientada després dels esdeveniments de la pel·lícula Star Trek: First Contact,ja que Braga i Berman consideraven que era un període de l'univers Star Trek que estava inexplorat. La idea era que la sèrie retratés els primers exploradors de l'espai profund de l'univers Star Trek, amb Braga explicant que tot seria nou per a la tripulació i que com que l'escenari s'acostava en el període de temps a l'actualitat, les seves reaccions a les situacions serien més contemporànies. Com a part d'això, van demanar comentaris dels membres del servei submarí de l'Armada dels Estats Units, que es va reflectir en certs treballs de disseny de la sèrie, com ara els uniformes de Star Trek. Els executius de la cadena havien d'estar convençuts de la viabilitat d'una sèrie preqüela, ja que havien assumit que la sèrie portaria la franquícia més enllà en el futur. La idea inicial era que la primera temporada estigués gairebé totalment ambientada a la Terra, ja que Enterprise es va precipitar a completar-se per respondre al primer contacte amb els klíngons, i la reunió de la tripulació. Aquesta idea va ser rebutjada pels executius de l'estudi, i aquests elements de la història es van limitar al pilot, "Broken Bow".
Pretenien fer que Enterprise es mogués més pels personatges que la sèrie anterior de la franquícia Star Trek, i esperaven que això aconseguiria espectadors que havien vist La nova generació però que havien perdut interès amb Deep Space Nine i Voyager. Es pretenia vincular la sèrie directament a La sèrie original tenint amb T'Pau, que havia aparegut anteriorment a l'episodi "L'època de l'Amok", com a personatge principal. En canvi, aquest personatge es va convertir en un personatge vulcà original, T'Pol. Berman va explicar la seva visió de la sèrie en el llançament, dient: "Veurem a la humanitat quan realment vagi on cap home ha anat abans. Estem veient gent que no es considera una part més de la feina amb els extraterrestres. No és rutina. Res és rutina. A més, tornant-ho a 200 anys de Voyager, estem apropant els personatges al present i, fent-ho, poden ser una mica més accessibles i una mica més defectuosos i una mica més familiars per a tu i per a mi."
Va dir que aquesta configuració combinaria elements de La sèrie original tot i que hi tindria "molts elements frescs i nous". Inicialment es va plantejar la superposició o no de Enterprise amb l'última temporada de Voyager, però es va decidir que hi hauria un buit en la retransmissió entre les dues sèries, ja que Berman estava preocupat per la "saturació" de la franquícia. Però esperava que el "canvi dramàtic" a  Enterprise  signifiqués que els espectadors nous fossin atrets a veure-la. Com a part d'aquest canvi, es va prendre la decisió d'eliminar "Star Trek" del títol, però Berman va explicar que "si hi ha alguna paraula que digui Star Trek sense dir realment Star Trek, aquesta paraula és Enterprise." Aquest títol va durar fins al tercer episodi de la tercera temporada, "Extinction," quan la sèrie va ser rebatejada com a Star Trek: Enterprise tal com van demanar els directius de Paramount Television en un esforç per reconnectar la sèrie amb els fans de la franquícia.

### Tripulació

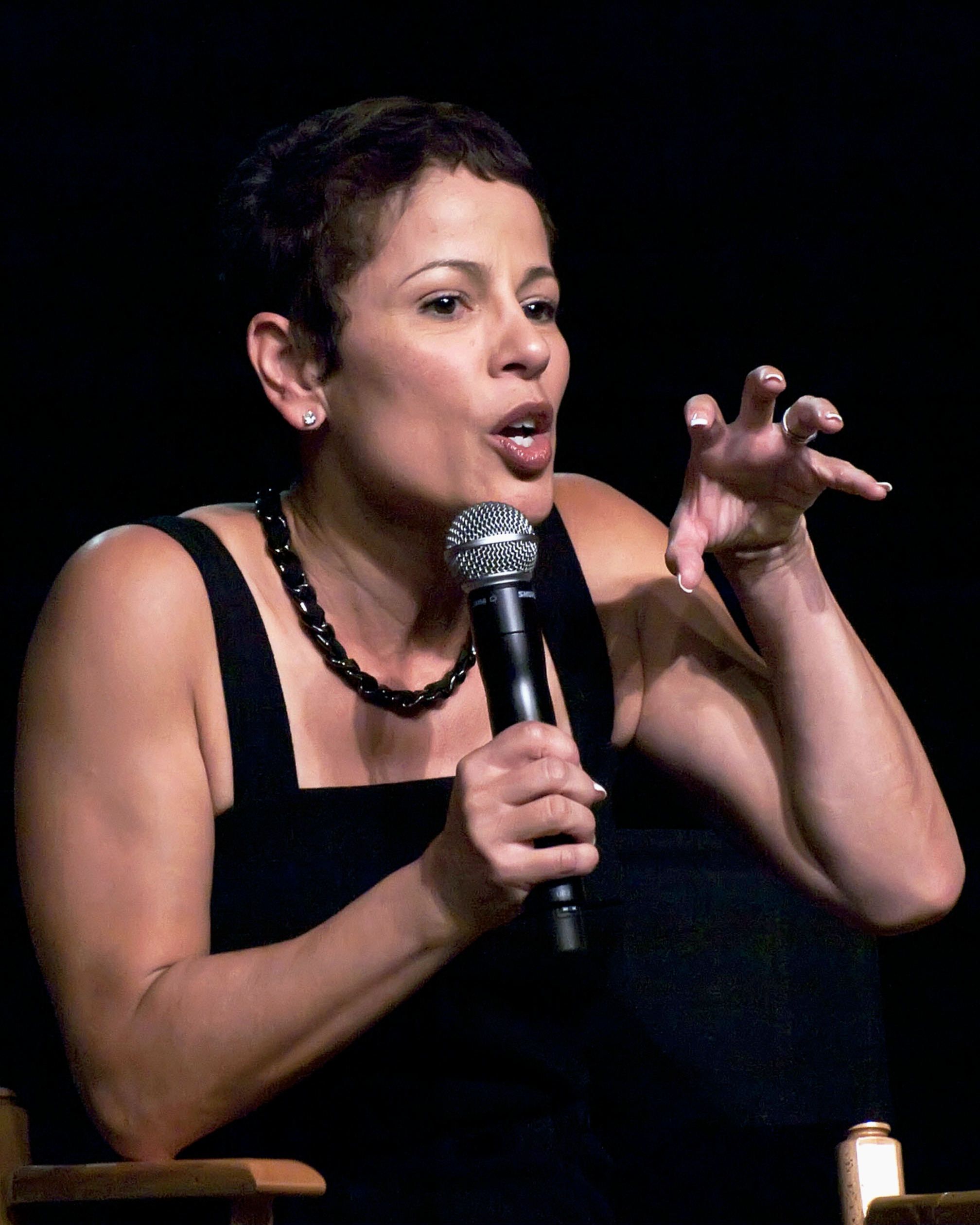
Roxann Dawson, actriu de Star Trek: Voyager, va dirigir deu dels 98 episodis d' Enterprise.

A més dels productors executius, una sèrie d'antics membres de la tripulació de Star Trek es van unir a la nova sèrie. Herman F. Zimmerman va ser contractat com a dissenyador de producció/il·lustrador, després d'haver treballat en projectes de Trek al llarg de La nova generació, Deep Space Nine i els llargmetratges. Marvin V. Rush va reprendre el seu paper com a director de fotografia, després d'haver estat involucrat amb Trek des de la tercera temporada de La nova generació. Amb ell van treballar Douglas Knapp i William Peets com a operador de càmera i tècnic d'il·luminació en cap, respectivament. Tots dos havien treballat anteriorment a Voyager. Una altra alumna de la sèrie anterior va ser Louise Dorton, que va començar a la primera temporada d'aquell programa com a escenògrafa, però es va unir a Enterprise com a directora d'art. André Bormanis, consultor científic i escriptor sobre La nova generació, Deep Space Nine i Voyager, va ser contractat com a part de l'equio d'escriptors.
John Eaves, qui havia treballat a Star Trek: First Contact, es va convertir en il·lustrador sènior de l'espectacle, i Doug Drexler va treballar amb ell com a il·lustrador júnior. Michael Westmore va tornar a ser el cap de maquillatge de la sèrie, i s'hi va unir la seva nora Suzanne Westmore, a qui anteriorment es va acreditar a Voyager com a Suzanne Diaz. Ronald B. Moore que havia treballat a les produccions de Trek des de La nova generació així com al llargmetratge Star Trek: Generations, va tornar com a supervisor d'efectes visuals. Carol Kuntz era la supervisora de vestuari, un càrrec que havia ocupat des de la producció de La nova generació. Charlotte A. Parker era la perruquera d' Enterprise, prèviament acreditada com a Charlotte A. Gravenor a Voyager. Michael Okuda va continuar com a supervisor d'arts escèniques i com a consultor tècnic del personal de redacció de guions.

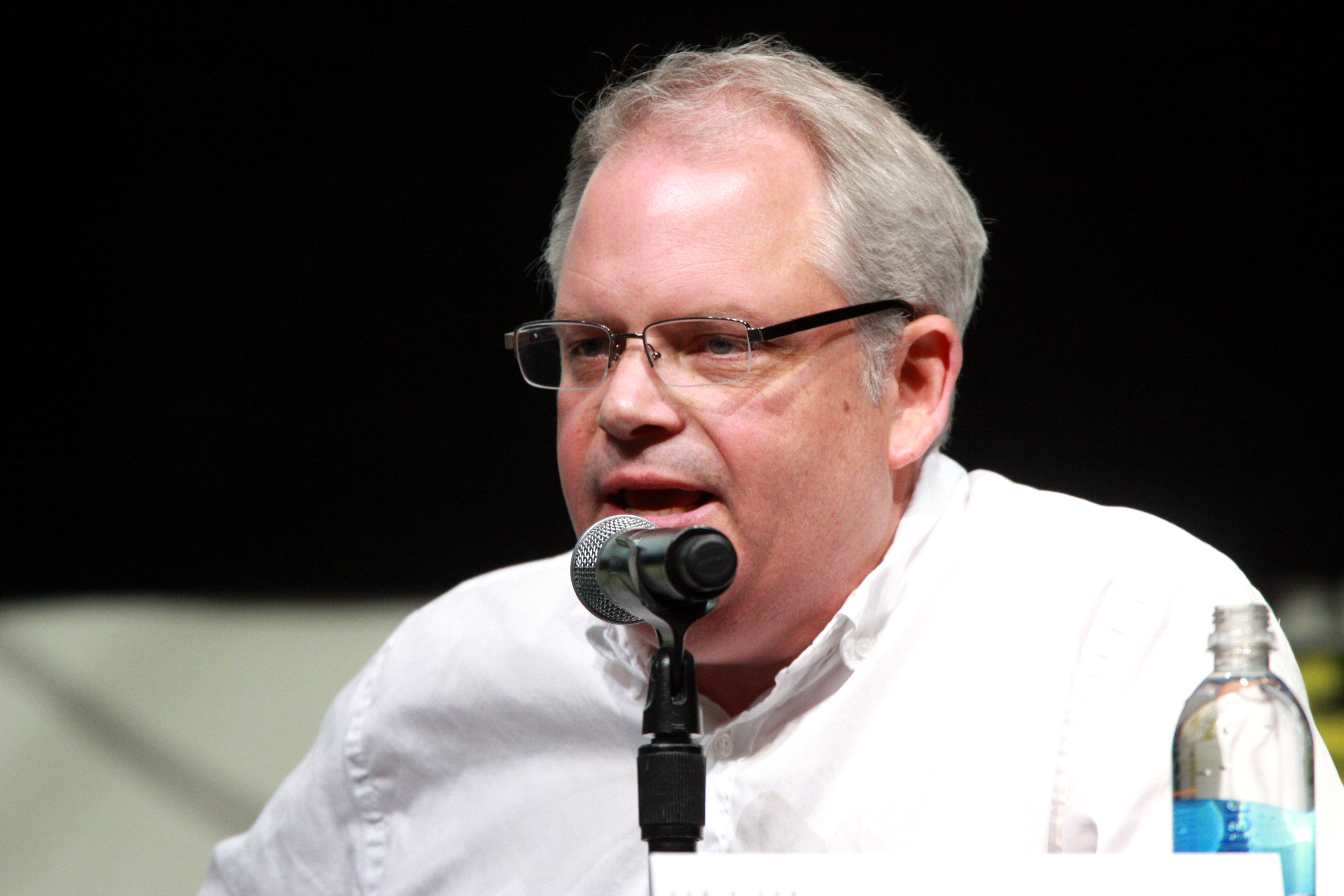
Manny Coto es va unir al personal de redacció durant la tercera temporada, i es va convertir en el productor creador durant la temporada final.

Diversos directors d'episodis d'altres sèries de Star Trek van tornar a treballar a Enterprise. Aquests inclouen antics alumni de Star Trek, com LeVar Burton, que va interpretar a Geordi La Forge de La nova generació; i Robert Duncan McNeill, que va interpretar a Tom Paris a Voyager. També es va anunciar que Roxann Dawson dirigiria a l'inici de la sèrie, després d'haver interpretat anteriorment a B'Elanna Torres, també a Voyager. Va continuar dirigint deu episodis de la sèrie. Després de la primera temporada, la majoria dels guionistes de la sèrie van ser acomiadats per Braga, excepte Chris Black que va ser ascendit a coproductor executiu per a la segona temporada. L'antic escriptor de The X-Files i The Lone Gunmen John Shiban es va unir a l'equip de redacció i també va ser nomenat coproductor executiu. Berman va titllar el reclutament de Shiban un "cop d'estat" per a la sèrie. Shiban es va quedar per a la segona temporada, mentre que Black va marxar després de la tercera.
La quarta temporada d' Enterprise va veure un canvi en el lideratge de la tripulació, amb Manny Coto com a productor executiu i creador de Braga i Berman. S'havia unit al personal de redacció a la tercera temporada i va escriure l'episodi ben rebut "Similitude." Era un fan de La sèrie original i va intentar vincular-hi Enterprise més de prop. Va portar els escriptors Judith i Garfield Reeves-Stevens a Enterprise, que anteriorment va escriure llibres sobre la producció de la franquícia, i va treballar amb William Shatner en la seva sèrie Shatnerverse de novel·les Star Trek. Braga i Berman van romandre a la plantilla, i Coto va descriure la situació com a "tres productors creadors". Coto va marcar la direcció de l'última temporada, mentre que els altres dos van donar notes i comentaris.

### Càsting

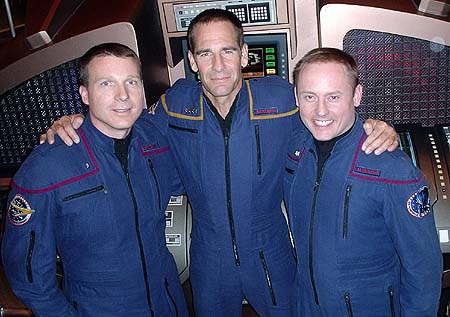
Scott Bakula flanquejat pels astronautes estatunidencs Terry Virts (esquerra) i Michael Fincke (dreta)

L'equip va fer una crida de càsting per als papers principals de la sèrie, i Keating i Billingsley van causar impressions immediates al director de càsting i al personal. Braga va dir que sabien que eren correctes per a aquells papers "de seguida". Keating ja havia fet una audició per a un paper a Voyager dos anys abans, però Berman volia quedar-se'l per a un futur paper principal, dient que quan va audicionar per a Reed l'actor "ho va clavar", encara que hi va haver discussions sobre l'accent que hauria d'utilitzar, i Keating va suggerir-ne un del nord d'Anglaterra, que va confondre als productors escocesos. Al final, van optar per la veu natural de Keating. També va elogiar els processos de càsting que involucraren Trinneer, Park i Billingsley, anomenant aquest últim "perfecte" en el seu paper de Doctor Phlox. Park no va ser obligada a fer una audició, sinó que va ser contractada a partir de la seva actuació en una escena en què va aparèixer a la sèrie de The WB Popular juntament amb Anthony Montgomery, tot i que el personatge tenia la intenció de ser de més edat fins que Park va ser elegida. Montgomery havia fet una audició prèviament per interpretar el fill de Tuvok a Voyager, i després de ser escollit per al paper de Travis Mayweather, va optar per ocupar el paper en lloc d'un paper en una pel·lícula de baix pressupost que li havien ofert.
El procés de càsting més llarg va ser el de Bakula com a Archer, a causa de les negociacions de contracte ampliades que es van dur a terme, que van afegir un retard en la producció. Els productors executius l'havien buscat per al paper i, tot i que Bakula volia fer la sèrie, "volia sentir que [ell] estava fent un bon negoci i que tothom anava a treballar plegats per fer d'aquesta una bona experiència". S'havia inscrit a un pilot per a CBS anomenat Late Bloomers abans d'acceptar aparèixer a Enterprise. Una de les raons per les quals va acceptar unir-se al repartiment d' Enterprise va ser que abans havia treballat amb Kerry McCluggage, un dels cofundadors d'UPN, a El salt (Quantum Leap). Més tard, Berman va admetre que no tenien cap alternativa en ment si Bakula decidia rebutjar el paper.

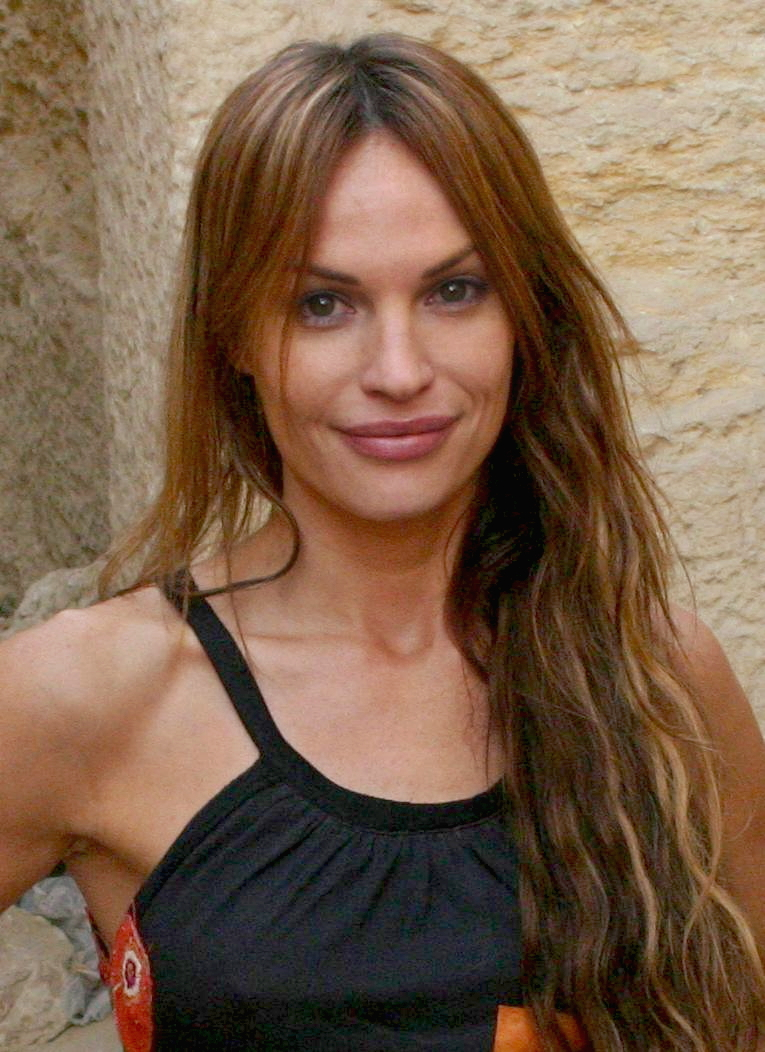
Jolene Blalock (T'Pol) va ser l'últim membre del repartiment principal a unir-se a la sèrie.

Braga va explicar que el càsting més difícil va ser el de T'Pol, ja que buscaven un tipus Kim Cattrall. Blalock i Marjorie Monaghan van ser les tres últimes a ser considerades per al paper, que finalment fou atorgat a Blalock, malgrat que els seus agents van rebutjar les sol·licituds perquè assistís a les audicions al principi del procés de càsting. Quan Blalock va fer una audició al grup final, la tripulació havia vist centenars d'actrius, segons Berman. El seu principal problema en aquell moment era trobar una "dona guapa que pogués actuar i no volgués entrar directament al llargmetratge". Blalock estava entusiasmada amb el càsting, ja que era fan de Star Trek de tota la vida, i el seu personatge favorit  era Spock.
El càsting de Bakula com a Archer es va anunciar mitjançant un comunicat de premsa el 10 de maig de 2001. Tanmateix, alguns dels mitjans britànics van confondre l'anunci i anunciaren que Bakula prenia el relleu de Patrick Stewart. Els detalls de la resta del repartiment principal es van publicar el 15 de maig, ila resta dels detalls de personatges es publicaren l'endemà.
Alguns personatges recurrents van ser interpretats per actors que havien aparegut anteriorment a les produccions de Star Trek, Jeffrey Combs interpretava l'andorià Shran, fent la seva primera aparició a l'episodi de la primera temporada "The Andorian Incident". Anteriorment havia retratat el vorta Weyoun així com el ferengi Brunt a Deep Space Nine. Vaughn Armstrong, que va interpretar l'almirall Maxwell Forrest, havia aparegut anteriorment en diversos papers en diverses produccions de Trek des de la seva primera part com a klíngon a l'episodi de La nova generació "Desig de glòria"; al final del recorregut Enterprise, havia aparegut com 13 personatges diferents en total. Randy Oglesby, Rick Worthy i Scott MacDonald també havien aparegut en una varietat de papers dins de la franquícia abans d'assumir les parts recurrents dels membres del consell xindi durant la tercera temporada.
Al llarg de la producció d'Enterprise, hi va haver rumors que William Shatner faria una aparició com a convidat. Durant la quarta temporada, aquesta idea es va plantejar una vegada més quan Reeves-Stevens va suggerir que el camp de tàntal (abans es pensava que era una pistola de raigs) vist a l'episodi de The Original Series "Mirall, mirall" en realitat va enviar les seves víctimes en el temps a una colònia penal de l'univers. Això al seu torn permetria a Shatner repetir el seu paper com a versió de l'univers mirall del capità James T. Kirk. Shatner va presentar això a Braga i Berman, però en canvi van presentar una altra idea a l'actor en què podria interpretar el xef de l' Enterprise, que va ser portat al futur per Daniels i el va obligar a suplantar Kirk. Després que no poguessin conformar-se amb una idea, el concepte d'univers mirall es va reelaborar en l'episodi de dues parts "In a Mirror, Darkly."

### Escenaris i rodatge
La major part del rodatge va tenir lloc al solar de Paramount Pictures a Los Angeles, Califòrnia. Els decorats temporals de la sèrie es van allotjar als platós 8 i 9; mentre que els conjunts permanents, inclosos el pont, la sala de màquines i l'arsenal estaven situats a l'escenari 18. El conjunt d'enginyeria en si es va construir en dos nivells amb la gran unitat de curvatura ocupant la major part de l'espai. Els platós 8 i 9 havien allotjat sets per a la sèrie anterior Star Trek des que es va iniciar la producció de l'abandonada Star Trek: Phase II a finals de la dècada de 1970. Posteriorment es van utilitzar per a les pel·lícules Star Trek: La pel·lícula, Star Trek 2: La còlera del Khan, Star Trek 3: A la recerca de Spock i Star Trek 4: Missió salvar la Terra abans d'utilitzar-se per a La nova generació i Voyager. El plató 18 no s'havia utilitzat anteriorment per a la producció de cap sèrie o pel·lícula Star Trek.
Durant el rodatge del pilot, entre 130 i 150 membres del personal van treballar en la construcció dels decorats; això es va reduir de 20 a 25 membres de la tripulació quan el programa va anar a sèrie. Aquests equips estaven liderats pel coordinador de construcció Tom Arp, que abans havia treballat en Deep Space Nine i en diverses pel·lícules de Star Trek amb la mateixa capacitat. Tot i que una sèrie d'episodis requerien que es construïssin sets específics des de zero, l'equip desaria certs elements per permetre'ls reutilitzar en episodis posteriors. La producció tenia un magatzem a Burbank per emmagatzemar aquestes peces mentre no s'estaven utilitzant. A mitjan de la tercera temporada, des d' "Exile" en endavant, la sèrie va començar a emetre's a 1080i televisió d'alta definició. Al costat de Jake 2.0, va ser una de les dues primeres sèries d'UPN que es van emetre en alta definició. L'espectacle conté més de 4.214 minuts d'efectes especials, diàlegs i altres escenes. Tot i que es va emetre en alta definició a 1080i, no es va publicar en blu-ray 1080p fins més tard. Un exemple d'alta definició és la col·lecció de Blu-ray del 2017 de la sèrie completa anomenada Enterprise: The Full Journey.
Fins a l'inici de la quarta temporada, la sèrie es va rodar amb pel·lícula tradicional. Les tres primeres temporades es van rodar en una pel·lícula de 35 mm de pantalla ampla amb una relació d'aspecte d'1,78:1, i era una pel·lícula Super 35 mm de 3-perf. Després que Rush comencés a provar una càmera digital de Sony als platós de peu durant dos dies abans de la producció de "Storm Front" i va demostrar el metratge a Braga i Berman, es va prendre la decisió de passar a la producció digital. Rush va sentir que el públic no veuria gaire diferència ja que el metratge es podria rodar de manera que es veuria igual que les temporades anteriors; però va pensar que rodar en vídeo d'alta definició seria un benefici a causa del detall addicional que es podia veure. En aquell moment, això era avantguardista per a un programa de televisió, ja que va permetre a l'equip de producció millorar el rendiment amb poca llum i permetre més rodatge en comparació amb les pel·lícules químiques. Es va utilitzar una càmera d'alta definició Sony HDW-F900 CineAlta i la tecnologia d'enregistrament també va utilitzar CineAlta 24P de Sony, un nom de marca registrada d'aquesta empresa. La decisió de passar a la tecnologia de Sony va ser un acord unànime dels tres productors executius del programa, i també va comptar amb el suport del director de fotografia. El llançament de la versió Blu-ray de la quarta temporada en 1080p ha estat elogiada com a nítida i amb un color satisfactori, i la millor aparença de les temporades. La quarta temporada s'ha llançat diverses vegades, i com a sèrie completa combinada el gener de 2017.

### Música
Dennis McCarthy va ser reclutat per l'equip de producció per musicar el pilot, "Broken Bow". Havia gravat altres episodis de la franquícia, inclòs el pilot de La nova generació, "Trobada a Farpoint", i va guanyar un Premi Emmy pel seu treball a l'episodi de Voyager "Herois i dimonis". El seu treball a "Broken Bow" va ser llançat posteriorment als Estats Units en CD per Decca Records. Altres compositors que van treballar a Enterprise van ser Paul Ballinger, David Bell, Jay Chattaway, John Frizzell, Kevin Kiner, Mark McKenzie, Velton Ray Bunch i Brian Tyler.

### Seqüència d'obertura i cançó temàtica
La franquícia era coneguda per utilitzar normalment temes orquestrals, però Berman va dir que la melodia seria més "contemporània" que la que s'escoltava en sèries anteriors i una mica "hipper". Es va revelar que el tema era una versió del senzill de Rod Stewart "Faith of the Heart", del tenor britànic Russell Watson. La cançó de Stewart havia aparegut originalment a la banda sonora de la pel·lícula de 1998 Patch Adams. Per a l'ús a Enterprise, es va retitular "Where My Heart Will Take Me", però va provocar una reacció negativa dels fans existents de Star Trek. Aquesta inclou una petició en línia per eliminar la cançó, i hi va haver una protesta fora dels estudis Paramount. Els productors executius Braga i Berman van defensar l'elecció, i Berman va dir que la resposta dels fans es va dividir sobre la cançó, mentre que Braga va dir que algunes persones van trobar la cançó "elevadora". La cançó d'U2 'Beautiful Day' s'havia utilitzat com a pista temporal als rodets de prova abans d'escollir "Faith of the Heart".
L'il·lustrador John Eaves va crear un dibuix d'una sèrie de naus del món real i de Star Trek sortint de la Terra, que posteriorment es va convertir en un pòster per Dan Madsen a la revista Star Trek Communicator. Eaves va donar còpies d'aquest cartell a Braga i Berman, i Berman va suggerir la possibilitat que aquest podria ser un bon concepte per a una seqüència d'obertura. L'objectiu de la seqüència era seguir l'evolució de l'exploració, el vol i el vol espacial. Tal com suggereix el pòster d'Eaves, incloïa naus del món real com la fragata HMS Enterprise, el globus d'aire calent Montgolfier, Wright Flyer III, Spirit of Saint Louis i Bell X-1, sixí com el mòdul lunar Eagle, transbordador espacial Enterprise, el Mars rover Sojourner i l'Estació Espacial Internacional. Les naus Star Trek presentades incloïen dos nous dissenys d'Eaves, així com la primera nau de curvatura, la Phoenix, i l' Enterprise (NX-01). La nau espacial Phoenix es va presentar al llargmetratge de 1996 Star Trek: First Contact com la primera nau amb motor de curvatura de la Terra, el vol de curvatura inaugural del qual va desencadenar el primer contacte amb els vulcanians.
La seqüència de títol de vuitanta segons va ser produïda per Montgomery Co. Creative, Culver City, Califòrnia.
L'episodi de dues parts In a Mirror, Darkly utilitza una seqüència d'obertura diferent a la resta de la sèrie, que reflecteix temes de guerra i conquesta a l'univers mirall.

### Cancel·lació
Es va considerar cancel·lar la sèrie al final de la segona temporada, i els executius de Paramount van sol·licitar una sèrie de canvis per renovar-la després d'una campanya d'escriptura de cartes dels fans. Aquests inclouen un canvi de nom a Star Trek: Enterprise a principis de la tercera temporada; i una nova trama orientada a l'acció, que va donar com a resultat el desenvolupament de la història dels Xindi. Hi va haver una important rotació de personal a Paramount el juny de 2004, amb Jonathan Dolgen, el cap d'entreteniment de l'empresa matriu Viacom, que va deixar el càrrec després de la marxa del president de Viacom Mel Karmazin. Dolgen va ser descrit per Bakula com el "gran home de Star Trek" a Paramount, i la seva marxa va ser seguida per la marxa de diversos membres del personal. rls fans es van resignar a la cancel·lació al final de la tercera temporada, però es van sorprendre quan la sèrie es va renovar, en part a causa d'una reducció de les tarifes que Paramount cobrava a UPN per episodi. Tanmateix, Enterprise es va traslladar a un espai el divendres al vespre, la mateixa nit en què La sèrie original es va emetre durant la seva pròpia tercera temporada abans de ser cancel·lada. En una entrevista, Bakula va lamentar que Enterprise depengués d'una única cadena, mentre que, totes les altres sèries de Star Trek es basaven en la redifusió. Aquest va ser un factor important que va contribuir a la seva cancel·lació amb la cita: "Estàvem subjectes als capritxos de la cadena i dels anunciants".
El 3 de febrer de 2005, es va anunciar que Enterprise havia estat cancel·lada. Aquesta notícia es va transmetre al repartiment i a l'equip durant el sisè dia de producció de "In a Mirror, Darkly". El final de la sèrie va marcar la primera vegada en 18 anys que no es programava cap nou capítol de Star Trek per a la seva emissió, i Enterprise va ser la primera sèrie d'imatge real de la franquícia des de La sèrie original que va durar menys de set anys. Braga va dir en una xerrada amb estudiants a Los Angeles poc després que s'anunciés la notícia de la cancel·lació que "Després de 18 anys seguits a l'aire i 750 capítols, el recorregut actual de Star Trek s'ha acabat. La qual cosa és una bona cosa. Necessita un descans". Va afegir que no estava segur de quant de temps estarà fora de l'aire Star Trek, però ho va anomenar "gestació" en lloc de "cancel·lació".
El mite dels fans suggereix que Russell T Davies, productor creador de la aleshores propera sèrie resuscitada de Doctor Who, estava en converses per produir un episodi crossover en el qual el Novè Doctor aterrava la TARDIS a bord del NX-01, però aquests plans van ser abandonats amb la cancel·lació de Enterprise. Això es va basar en un malentès de la cita: el "nosaltres" informat d'haver estat discutint un crossover era una referència a Davies parlant amb l'equip de producció de "Doctor Who" sobre el seu desig d'escriure un crossover, no a cap discussió entre la BBC i Paramount.
La cancel·lació va provocar protestes dels seguidors: a Paramount Pictures, a tot el món, i en línia. Es va crear el lloc web TrekUnited.com per recaptar fons per a una cinquena temporada, però no ho va aconseguir i va reemborsar les donacions després de la campanya infructuosa. Havia recaptat 32 milions de dòlars. El 2013, encara s'estava discutint la possibilitat d'una cinquena temporada, amb Braga suggerint que els fans podrien demanar a Netflix que la produís mirant les quatre temporades existents al servei. Això va donar lloc a una campanya de Facebook per promocionar una cinquena temporada.
Malgrat la cancel·lació, Paramount es va mantenir optimista. El cap de l'estudi, David Stapf, "esperava un nou capítol d'aquesta franquícia perdurable en el futur." Berman i el guionista Erik Jendrensen van desenvolupar un concepte per a una nova pel·lícula que tenia lloc després d' Enterprise però abans del programa de televisió dels anys 60. Mentrestant, Paramount va demanar a Roberto Orci idees per reviure la franquícia, donant lloc a la producció d'una pel·lícula de reinici ambientada en una línia de temps alternativa de la franquícia de 1966–2005, simplement titulada Star Trek estrena el maig de 2009 i dirigida per J. J. Abrams.

#### Temporada cinc

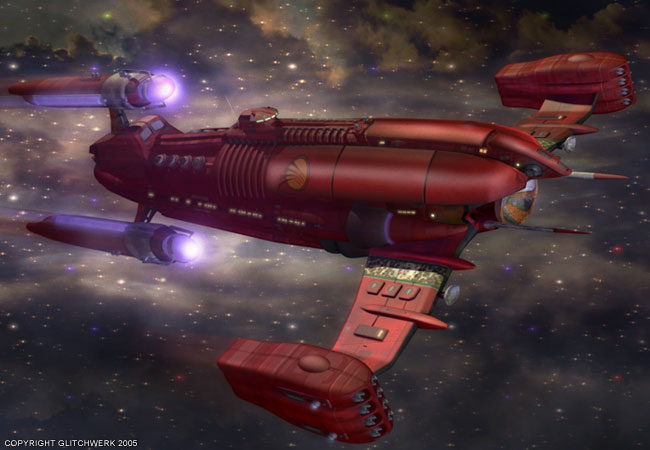
La nau Kzinti Dark Stalker dissenyada per Josh Finney per utilitzar-la a la cinquena temporada

En el moment de la cancel·lació, Coto esperava la renovació i ja va començar a fer plans per a la cinquena temporada. Aquests incloïen l'expectativa que l'espectacle comencés a cobrir l'acumulació de la Guerra Romulana, així com continuar enllaçant a La sèrie original amb referències a coses com la ciutat del núvol de Stratos, com es veu a "Els guardians dels núvols". Una altra característica que Coto planejava era tenir una "minisèrie dins d'una sèrie", amb quatre o cinc episodis dedicats a seguir els esdeveniments de l'episodi "In a Mirror, Darkly" de l'Univers Mirall. Els productors també pretenien incorporar Jeffrey Combs a la sèrie com a habitual col·locant el seu personatge andorià recurrent Shran al pont de l' Enterprise com a assessor.
El treball ja havia començat en un episodi conegut per Coto com "Kilkenny Cats", que hauria vist el retorn desl Kzinti de Larry Niven, que es veia habitualment a les seves novel·les Known Space, i que havia aparegut anteriorment a l'episodi "The Slaver Weapon" de La sèrie animada. Al mateix temps que s'emetia Enterprise, l'escriptor Jimmy Diggs perseguia la idea d'una pel·lícula d'animació CGI, Star Trek: Lions of the Night, amb el capità Hikaru Sulu liderant la nau estel·lar Enterprise i intentant evitar una invasió Kzinti de la Federació. L'episodi de Coto es va basar en una premissa similar, amb Diggs incorporat a l'equip "Enterprise" per treballar en l'episodi. La producció havia començat als nous vaixells Kzinti de "Kilkenny Cats", amb Josh Finney d'encarregat.
Hi ha hagut nombroses crides i una campanya perquè la sèrie es torni a arrencar i es faci una cinquena temporada, i alguns dels actors han manifestat la seva voluntat. Gran part d'això es basa en el fet que, com un dels programes de Trek més recents, els actors segueixen vius i actius a la indústria, i que la sèrie mai no es va acabar correctament.

## Emissió i llançament

### Episodis
| Temporada | Temporada | Episodis | Episodis | Dates d’emissió        | Dates d’emissió    | Espectadors (milions) | Rang |
| Temporada | Temporada | Episodis | Episodis | Primera emissió        | Última emissió     | Espectadors (milions) | Rang |
| --------- | --------- | -------- | -------- | ---------------------- | ------------------ | --------------------- | ---- |
|           | 1         | 26       | 26       | 26 de setembre de 2001 | 22 de maig de 2002 | 5.9                   | 115  |
|           | 2         | 26       | 26       | 18 de setembre de 2002 | 21 de maig de 2003 | 4.03                  | 135  |
|           | 3         | 24       | 24       | 10 de setembre de 2003 | 26 de maig de 2004 | N/D                   | N/D  |
|           | 4         | 22       | 22       | 8 d'octubre de 2004    | 13 de maig de 2005 | 2.9                   | 150  |

### Franges horàries
| Temporada | Franja horària (ET)                                                                  |
| --------- | ------------------------------------------------------------------------------------ |
| 2001–02   | Dimecres a les 20:00 (episodis 1, 3–23, 25–26) Dimecres a les 21:00 (episodis 2, 24) |
| 2002–03   | Dimecres a les 20:00 (episodis 1–24, 26) Dimecres a les 21:00 (episodi 25)           |
| 2003–04   | Dimecres a les 20:00 h                                                               |
| 2004–05   | Divendres a les 20:00 (episodis 1-21) Divendres a les 21:00 (episodi 22)             |

El pilot, "Broken Bow", va ser vist per 12,5 milions d'espectadors a la primera emissió a UPN. Va ser durant la primera setmana completa de la nova temporada a la televisió estatunidenca, i en aquell moment es va sentir que la combinació d' Enterprise juntament amb Buffy the Vampire Slayer i Roswell ajudaria a promocionar-se mútuament a causa dels enllaços de gènere de ciència-ficció i fantasia. Això fins i tot va incloure un episodi crossover de Roswell amb un personatge d'aquella sèrie audicionant abans de Jonathan Frakes per a un paper a Enterprise. Després de les primeres setmanes d'episodis d' Enterprise, les qualificacions es van considerar prou sòlides i s'esperava que la sèrie s'executés durant set temporades de la mateixa manera que La nova generació, Deep Space Nine i Voyager'. Tanmateix, les xifres de visualització van començar a disminuir cap al final de la temporada.
Es van fer canvis per a la tercera temporada, amb la introducció de la història dels Xindi durant tota la temporada. Això va millorar les crítiques que rebia la sèrie i els espectadors de la demografia de 18 a 35, però les valoracions generals van continuar disminuint. UPN va reduir l'ordre de 26 episodis per a la tercera temporada a 24, el que significa que si es creen 24 episodis per a la quarta temporada també tindrien els 100 episodis necessaris per a la redifusió. A més de passar als divendres a la nit, la quarta temporada es va escurçar encara més a 22 episodis, el que significa que en la cancel·lació hi havia 98 episodis produïts en total. En el moment de la cancel·lació, Enterprise continuava sent la sèrie dramàtica més ben valorada a UPN. La sèrie va entrar immediatament a la redifusió; els arranjaments els havia fet UPN abans de la cancel·lació. Va ser distribuïda per CBS Television Distribution.

### Redifusió i emissió estrangera
Al Regne Unit, la sèrie es va emetre per primera vegada al canal de televisió per satèl·lit Sky One, abans d'emetre's al Channel 4 durant el juliol de 2002, convertint-se en la primera sèrie de Star Trek que no s'emetrà per via terrestre per la BBC. A Austràlia, la sèrie es va emetre a Nine Network. Les quatre temporades d' Enterprise van entrar a la redifusió als Estats Units durant la setmana del 17 de setembre de 2005. Els episodis es van emetre inicialment fora de seqüència, amb episodis de la tercera i quarta temporades emesos directament després dels episodis de la primera. Els episodis de la segona temporada no estaven planejats per emetre's fins al setembre de 2006.

### Mitjans domèstics
Paramount Home Entertainment va llançar la primera temporada d'Enterprise en vídeocasset VHS tant al Regne Unit com a Irlanda, durant el 2002. En cadascun dels tretze volums, hi havia dos episodis a cada cinta. El primer llançament de mitjans domèstics d' Enterprise als Estats Units va ser de la primera temporada completa en DVD, que va ser llançat per Paramount el 3 de maig de 2005. La resta de temporades es van publicar al llarg dels mesos següents, i la quarta temporada es va publicar el novembre d'aquell any. A més, l'any 2005 es va llançar la sèrie completa com a caixa de DVD.
Enterprise va ser la tercera sèrie Star Trek que es va publicar en alta definició a Blu-ray per Paramount Home Media Distribution (el programa va ser produït per la Paramount Television original, i per tant es va llançar sota el segell CBS Home Entertainment) després dels llançaments anteriors de Star Trek: La sèrie original i Star Trek: La nova generació, amb la primera temporada lliurada el 26 de març de 2013. Als fans de la franquícia se'ls va demanar comentaris sobre portades potencials per al llançament de la primera temporada, però com que no hi havia un guanyador clar, es va crear un nou disseny basat en els comentaris rebuts. La segona temporada es va estrenar el 20 d'agost de 2013, la tercera temporada ho va ser el 7 de gener de 2014, i l'última temporada el 29 d'abril de 2014. Els llançaments de Blu-ray presentaven les mateixes funcions addicionals que el llançament del DVD, a més de noves funcions exclusives d'aquests llançaments. El gener de 2017 es va llançar un nou conjunt de 24 discos Blu-ray de tota la sèrie. Aquest conjunt inclou tota la sèrie en 1080p amb una relació d'aspecte de pantalla d'1,78:1 (pantalla panoràmica) i amb el so a DTS-HD Master Audio 5.1 (5 canals més subwoofer). El conjunt inclou els 97 episodis de la seva emissió original i característiques com una reunió de repartiment.

## Altres aparicions

### Novelitzacions
La primera novel·la publicada basada en la sèrie va ser Broken Bow, escrit per Diane Carey per a Pocket Books i estrenada l'octubre de 2001 als Estats Units. També contenia un capítol addicional de material de producció de la sèrie al final de la novel·la, escrit per Paul Ruditis. La primera novel·la original va ser By the Book, publicada el gener de 2002 i escrita per Dean Wesley Smith i Kristine Katheryn Rusch. El duet no havia vist cap episodi de la sèrie en el moment d'escriure, sinó que es basava en els tres primers guions i el tràiler inicial. Altres llibres es van ampliar sobre els antecedents de personatges específics, amb What Price Honor? concentrant-se en Reed i Daedalus que descriu el treball de Tucker en una nau de curvatura anterior.
Una novel·lització addicional va ser escrita per Paul Ruditis de l'episodi de dues parts "Shockwave" que va tancar la primera temporada i va obrir la segona. La novel·lització final dels episodis d' Enterprise es va incloure a The Expanse de Jeanne Kalogridis, que cobria el final de la segona temporada, "The Expanse" i el primer episodi de la tercera temporada, "The Xindi". Margaret Clark, editora de Pocket Books va explicar a TrekNation que la raó del baix nombre de llibres relacionats amb Enterprise no es devia a les vendes baixes, sinó a que la quarta temporada del programa tractava temes que abans havien estat destinats a novel·les. Els llibres publicats després del final de la sèrie com a part del rellançament de Star Trek: Enterprise tractaven temes com la Guerra Terra-Romulana, i els anys inicials de la Federació.

### Altres
Als videojocs Star Trek: Encounters i Star Trek: Legacy, ambdós llançats el 2006, la primera nau controlada pel jugador a cada història és l' Enterprise (NX-01). A mesura que els dos jocs avancen cronològicament, el jugador passa a l'USS Enterprise que es veu a La sèrie original i les representacions posteriors després. La pel·lícula Star Trek Into Darkness (2013) fa referència a Enterprise amb un model de l'NX-01 en una col·lecció que mostra la història del vol a l'oficina de l'almirall de la flota Alexander Marcus (Peter Weller). Es va col·locar al costat d'altres naus històriques com el Wright Flyer, el transbordador espacial, i el primer vol. Els esdeveniments i elements de la sèrie, inclosos els MACO i la guerra Xindi, també es fan referència a la pel·lícula de 2016 Star Trek Beyond. La nau perduda durant molt de temps que apareix a la pel·lícula, la USS Franklin (NX-326), té un disseny similar i es diu que és una precursora del NX-01. La Guerra Terra-Romulana, que es va produir després dels esdeveniments de la sèrie a la línia de temps oficial però que va ser sembrada durant la sèrie, també s'esmenta a Beyond. El 2023, Connor Trinneer va tornar a interpretar el paper de Trip Tucker a Holograms, All the Way Down, un episodi de la sèrie web d'animació Star Trek: Very Short Treks fet per celebrar el 50è aniversari de la franquícia Star Trek.

## Recepció

### Recepció crítica
La primera temporada va tenir una bona acollida en general. L'episodi pilot d' Enterprise, "Broken Bow", va ser ben rebut per la crítica, i Ed Bark per al Knight Ridder/Tribune News Service va dir que tot es va aplegar d'una "moda impressionant", mentre que Brandon Easton va dir a The Boston Herald que el repartiment era "impecable" i que l'escriptura era "forta" malgrat les "limitacions d'una premissa qüestionable". En una opinió diferent, Charlie McCollum per a Knight Ridder va dir que la premissa era "genial", encara que en aquell moment encara no havia vist l'episodi. Dan Snierson, mentre escrivia per a Entertainment Weekly, va elogiar la sèrie, dient "És ardent, és sexy, és una mica divertida" i la va anomenar el salvador d'UPN.
Després del pilot, la reacció crítica es va fer mixta. David Segal va dir a The Washington Post que la sèrie "té una sensació de soterrani de ganga que aterra a aquest costat del camp". Durant la segona temporada, les publicacions dels mitjans de comunicació principals van començar a publicar que l'espectacle estava "trencat" va proclamar a Entertainment Weekly que "Ja està mort, Jim, gairebé", i va atribuir la manca d'atractiu de Star Trek: Nemesis i la disminució de les valoracions rebudes per Enterprise com a demostració que la franquícia estava cansada. La freqüència dels episodis autònoms emesos durant la segona temporada va provocar una reacció negativa dels fans.
La recepció de la tercera i quarta temporada va millorar en general, però amb algunes crítiques negatives. Una d'aquestes crítiques va ser de Gareth Wigmore a TV Zone que va dir que "Enterprise no està tant reaccionant als esdeveniments actuals, sinó que està escollint mandrosos articles de notícies per produir històries." Coto va sentir que els crítics "es van llançar contra  programa", i malgrat els seus sentiments que l'última temporada va marcar una millora, li va decebre que els crítics no canviessin d'opinió. Els crítics van rebre la notícia de la cancel·lació amb opinions contradictòries, amb Ted Cox a The Daily Herald dient que era "una bona eliminació de les escombraries espacials", mentre que un article al Lethbridge Herald va culpar de la cancel·lació a les males valoracions malgrat la millora de la qualitat de la sèrie.
L'episodi final, "These Are the Voyages...," va tenir una mala acollida, i Cox va afegir que "Enterprise" va acabar "amb un gemec", mentre que Kevin Williamson va declarar al Calgary Sun que va ser el pitjor final de sèrie des de "Intrús a bord" i va criticar la concentració en els personatges de La nova generació en lloc d' Enterprise. Mark Perigard ba tenir una opinió semblant a The Boston Herald, dient que William Riker "no té res a fer a la nau", i que la mort de Tucker va ser "per cap altre motiu que els creadors de l'espectacle es van adonar que almenys una cosa dramàtica havia de passar en una hora". Braga va admetre més tard que matar Tucker "no va ser una gran idea". i va dir que fer del final centrat en TNGera  el seu major retret a la sèrie. Altres van trobar la conclusió un recordatori reconfortant de l'episodi de Star Trek: La nova generació "La Pegasus", que es va emetre uns 11 anys abans en temps real.
El 2016, en una llista que incloïa totes les pel·lícules i sèries de televisió de Star Trek, Enterprise va ocupar el 12è lloc per Los Angeles Times, per davant de la pel·lícula de 1994 Star Trek: Generations.

### Reconeixements
Star Trek: Enterprise va ser nominada a disset premis al llarg de les quatre temporades als Premis Emmy d'Arts Creatives. Va guanyar en quatre ocasions, per efectes visuals especials destacats per a una sèrie per "Broken Bow", perruqueria destacada per a una sèrie per "Two Days and Two Nights", composició musical destacada per a una sèrie (dramàtic) per "Similitude" i efectes visuals especials destacats per a una sèrie per "Countdown". També va rebre setze nominacions als Premis Saturn, amb les úniques victòries després de la primera temporada, totes dues per a Jolene Blalock a les categories Millor actriu secundària a la televisió i Rostres del futur.
La sèrie va guanyar un Premi ASCAP Film and Television Music el 2002 a la millor sèrie de televisió, va guanyar dues vegades als Visual Effects Society Awards: una per "Dead Stop" a la categoria Millors models i miniatures en un programa de televisió, vídeo musical o comercial i una altra per a la segona part de "Storm Front" a la categoria Efectes visuals destacats en una sèrie de difusió, amb dues altres més nominacions rebudes.